# ドゥエ＝ラ＝フォンテーヌ
ドゥエ＝ラ＝フォンテーヌ （Doué-la-Fontaine）は、フランス、ペイ・ド・ラ・ロワール地域圏、メーヌ＝エ＝ロワール県の旧コミューン。2016年12月15日、周辺の7のコミューンと合併しコミューン・ヌーヴェル（fr）であるドゥエ＝アン＝アンジューとなった。

## 地理

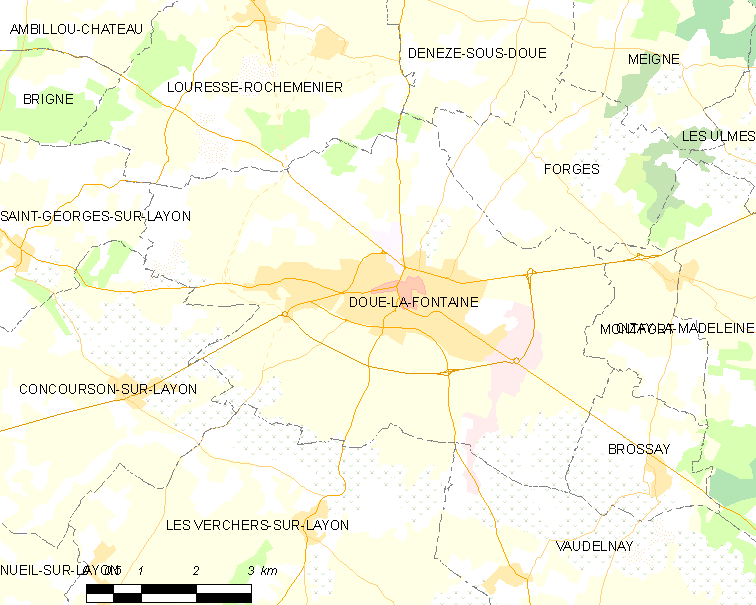
ドゥエ＝ラ＝フォンテーヌの位置

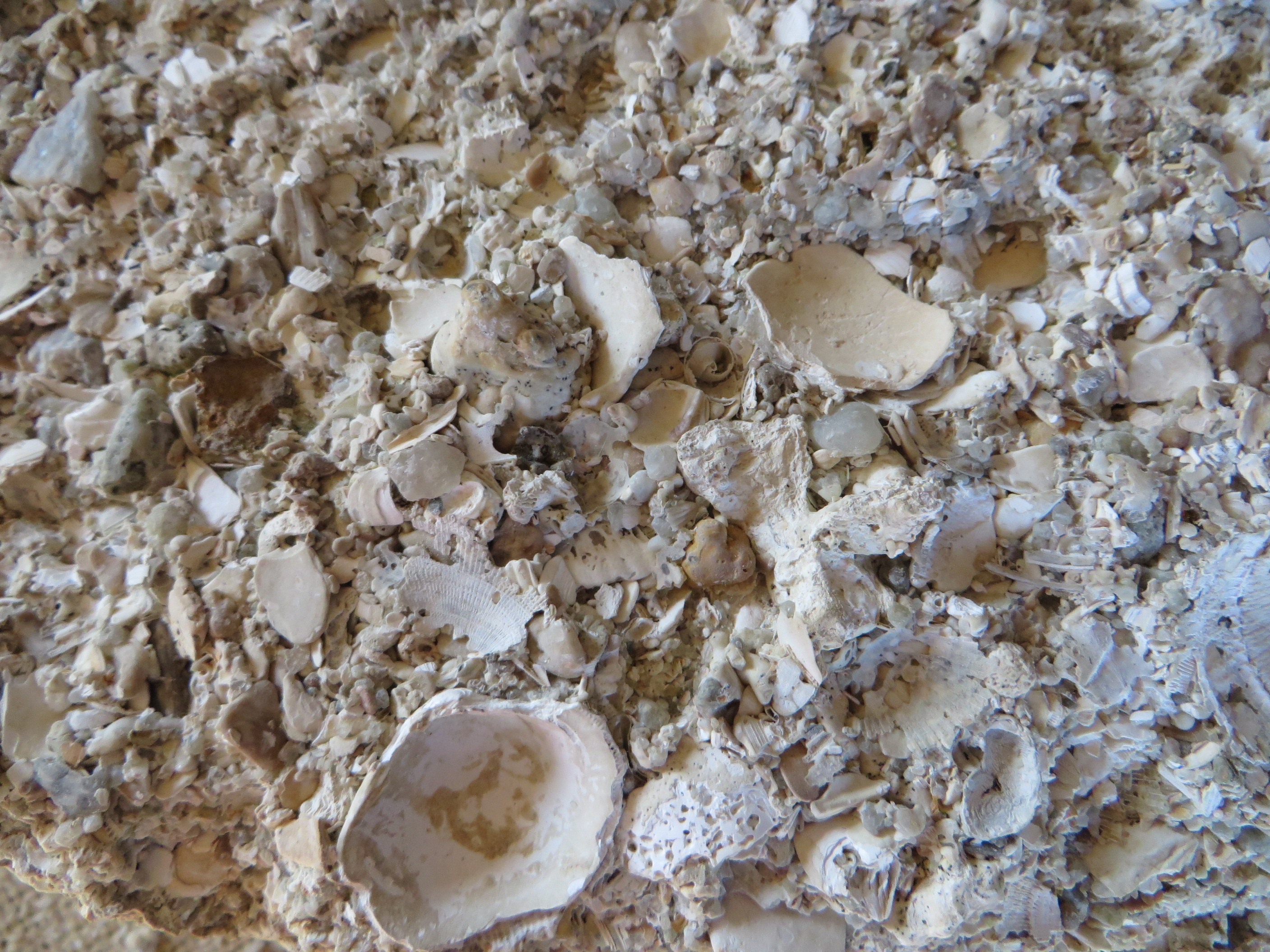
採石場にある、貝殻の化石からなる石灰岩層

ソミュロワ地方にあり、ロワール・アンジュー・トゥーレーヌ地域圏自然公園の中心に位置する。モントルイユ＝ベレの北東10km、ソミュールの南西14kmの距離にある。
1999年にINSEEが確立した分類表によれば、ドゥエ＝ラ＝フォンテーヌは孤立した町で、単一のコミューンで都市部を形成している。すでにある都市部の一部ではないし、すでにある都市空間の一部にもなっていない。
一億年から一億二千万年前、中新世時代の海の下にドゥエはあった。西へ向かって水が引いていき、貝殻が厚く堆積した石灰岩層が姿を現した。
コミューンの南西部近くを流れるレイヨン川の小さな支流が、コミューン内を流れている。コミューンの北部でドゥエ川は源を発し、西へ流れてレイヨン川に合流する。南部で源を発するガナシュ川は西へ流れてコンクルソン・シュル・レイヨンとの境界付近でクール・シル・プル川に合流する。

## 由来
814年から835年までの間、コミューンの地名はThedoadus、Thedwat、Teutwadus、Theodwadumとなり、その後847年にDoadumとなった。アルベール・ドーザによれば、ゲルマン語の男性名Theudoadから生じたとされるのに対し、エルネスト・ネグルは、ラテン語の男性名Deodatusから生じたとする。我々は980年頃にvilla Doadensiと記されたのを見つけている。1050年頃にはCastrum Doadus、1055年頃にはcastro Daodoであった。1060年頃にHugo de Doeと言及している。名前は1182年にDoeに進化するが、1392年にはDouetumとなっている。1500年にはDoué près Saumurとなっていた。
douéという言葉は、自然にできたまたは人為的に作られた水が流れる水路を意味する、古いつづりのdouetからきている。『アンジューの方言と訛りにおける語源学と歴史の用語集』によれば、ヴェルニエとオニヨンはどちらもdoueについてふれている。douveが語頭音消失したもので、douetは洗うことを意味しているというのである。Doué-la-Fontaineの場合、douéは古代のコミューン名の語源を示しているのである。
Doué-la-Fontaineの名は1893年に採用された。公式にコミューン名となったのは1933年4月11日のデクレにおいてである。

## 歴史
人がこの地を通過した最古の痕跡として、ムスティエ文化の道具が見つかっている。新石器時代には研磨された石斧、骨や角でできた道具がもたらされた。
6つのドルメンがドゥエ＝ラ＝フォンテーヌ小郡に散らばっているのは、新石器時代に人が定住した証拠である。
青銅器時代以降、複数の斧、釘、矢、鉄製の槍、ゲルマンの文様が刻まれた腕輪、ハルシュタット文化の影響がみられる剣が見つかっている。現代のドゥエの地は、古代にガリア族、アンデカウィ族、ピクト族の境界線上であった。
ガロ＝ローマ時代のドゥエ＝ラ＝フォンテーヌ郡の地は、ローマのヴィラが建設されていた。実際のヴィラはおそらくソミュール、アンジェ、モントルイユ＝ベレ、ジャンムとの間を通るローマ街道の交差地点であった。
8世紀、ドゥエはアキテーヌの領土だった。790年以降、シャルルマーニュの子ルイ敬虔王は13歳ながらもすでにアキテーヌ王となって10年であった。彼は781年からヴィラまたはpalatium de Theotwadumに恒久的に住んでいた。814年、ルイは父の死に伴い、こうして皇帝となった。彼は832年にアキテーヌ王ピピン1世から帰順を受けている。カロリング朝時代の住居の痕跡は何も残っていない。
847年2月15日、シャルル2世はドゥエとその周辺の土地をキュノー修道院の修道士たちに授けた。講堂が、9世紀最後の20年ほどの期間に、現在の町の南に建てられた。深刻な火災で損傷する前に、10世紀半ばに建物は分割され拡張された。10世紀終わりには建物はおそらく要塞に転換されていた。
サン＝レジェ教会とサン・ジャン・バティスト教会の周辺で定住地が成長していった。ヴァイキングの侵攻でキュノー修道院の修道士たちが追い出されたため、彼らはトゥルニュの修道院に避難した。アンジュー伯はキュノー修道院の土地を自分の影響下に組み込む機会を得た。これらの一部を手に入れるため、トゥルニュの聖職者ウードはドゥエの土地をアンジュー伯ジョフロワ1世のものと認めている。987年にジョフロワ1世が死ぬと、新たな伯爵となったフルク3世は人口集中地の近くにカストルムを築いた。これがその後要塞化された。
1024年頃、アンジュー伯はドゥエ城をジェルドゥアン・ド・ソミュールの子エメリに与えた。彼はアンジュー伯に対し反乱を起こし、1026年に捕虜となっている。しかしながら、ドゥエ領主は伯爵の宗主権に対して反抗的であり続けた。城は1109年と1123年にアンジュー伯フルク4世によって包囲され、1147年にはジョフロワ5世によって破壊された。
13世紀、町は繁栄していた。町は市場を開く会場であるアルを持ち、見本市、そして布の市場を持っていた。1229年には町のブルジョワ階級によって病院が設置された。13世紀、ウスタシュ・ド・ドゥエとリル・ブシャール家との婚姻によって、持参金がもたらされた。持参した領地は男爵領となった。町とドゥエの城は百年戦争で被害を受けた。1427年にカトリーヌ・ド・リル・ブシャールがジョルジュ1世・ラ・トレモイユと結婚したことによって、男爵領はラ・トレモイユ家のものとなった。
16世紀から17世紀にかけ、ドゥエはカトリーヌ・ド・メディシス、シャルル9世、アンリ4世、ルイ13世が滞在するという栄誉を賜った。ルイ14世は町を自治体とし、自らの紋章を与えた。しかし、男爵ジョゼフ・フロンの時代に町は最大の繁栄を経験した。ドゥエの城を再建し、イタリアから輸入したポプラを50万本植えた。彼はアルファルファとイガマメの栽培を導入し、自らが建てたシャトーの中にスーランジェ苗床場を設置した。彼は噴水も設計した。彼はまた、貿易拡大のための見本市市場の会場を手配した。特に王家の庭師の支援を受けて奨励したバラ栽培は、現在のドゥエの国際的な名声につながっている。
ジョゼフ・フロンはフランス革命初期の犠牲者の一人だった。シャトーは破壊された。今日まで残るのは、厩舎と城壁の土台の一部である。
ヴァンデ戦争において、ドゥエは6月7日と8月3日にヴァンデ軍に攻撃されている。8月5日に共和国軍によってヴァンデ軍は蹴散らされ、彼らは9月14日に行われたヴァンデ軍の攻撃を退けている。1793年11月30日、アンジェから1200人の捕虜がドゥエに移送された。彼らは1794年1月22日まで、アリーナやサン・ピエール教会に閉じ込められていた。2か月の間に184人が死亡した。350人から370人以上の囚人たちは、ギロチンにかけられるか、銃殺された。
革命後のドゥエは、19世紀に成長した。バラの栽培と生産が急成長し、鉄道は1896年にドゥエに達した。ドゥエは、自治体内にある発電所によって電化された最初の中小都市である。20世紀初頭、地場産業は急激に転換点となり、園芸は継続して伸びた。1964年10月1日、ドゥエはドゥースおよびスーランジェと合併した。

## 人口統計
| 1962年 | 1968年 | 1975年 | 1982年 | 1990年 | 1999年 | 2007年 | 2013年 |
| ------ | ------ | ------ | ------ | ------ | ------ | ------ | ------ |
| 3895   | 6018   | 6497   | 6724   | 7260   | 7450   | 7428   | 7584   |

人口グラフ

参照元:1962年から1999年まで人口の2倍カウントなし。1999年までEHESS/Cassini、2004年以降INSEE

## 経済
- ドゥエ・ラ・フォンテーヌ動物園 - メーヌ＝エ＝ロワール県有数の来客者数を誇る。2010年の来客者数は231,764人[14]。

## ギャラリー

カロリング朝時代のモット・アンド・ベーリー
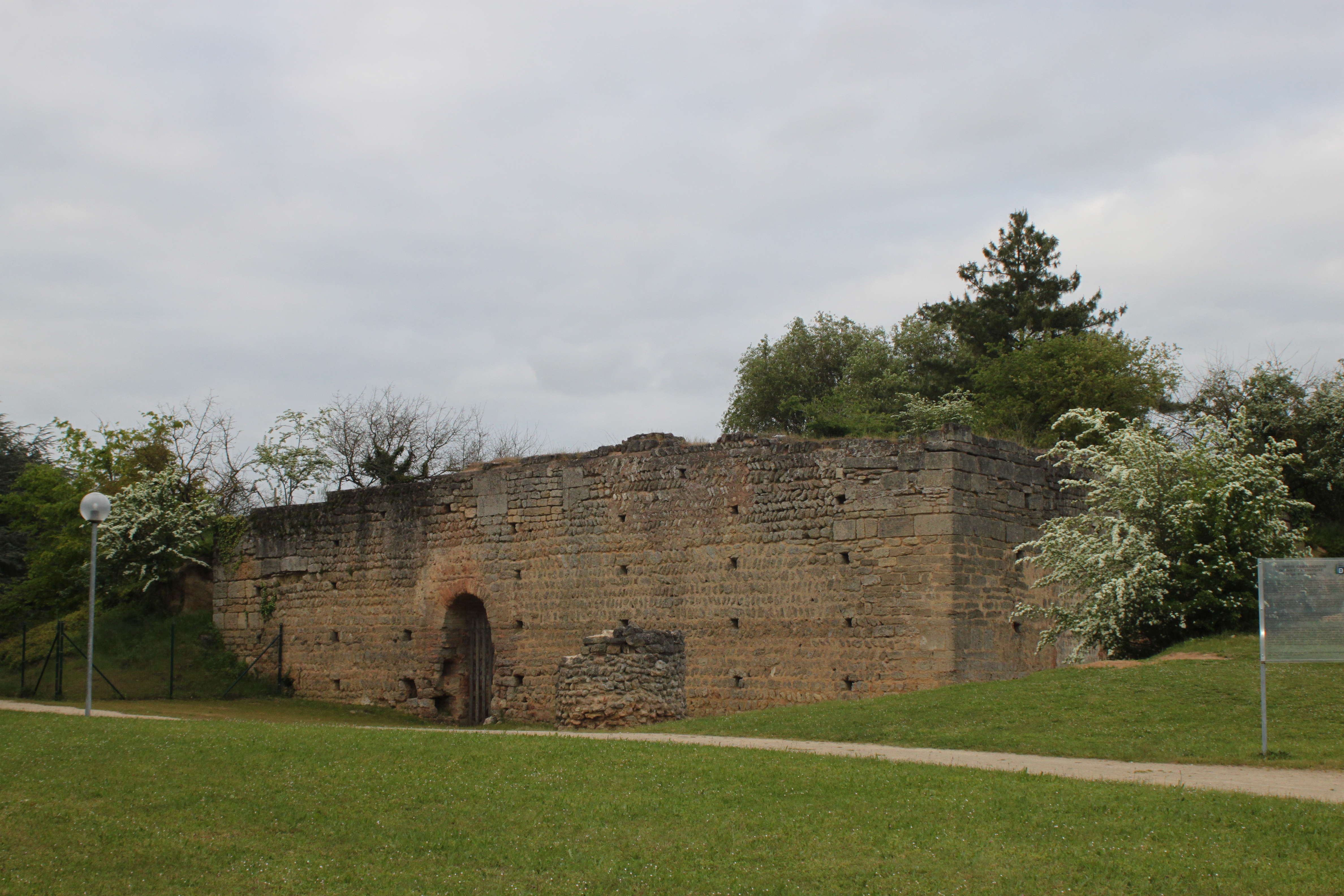
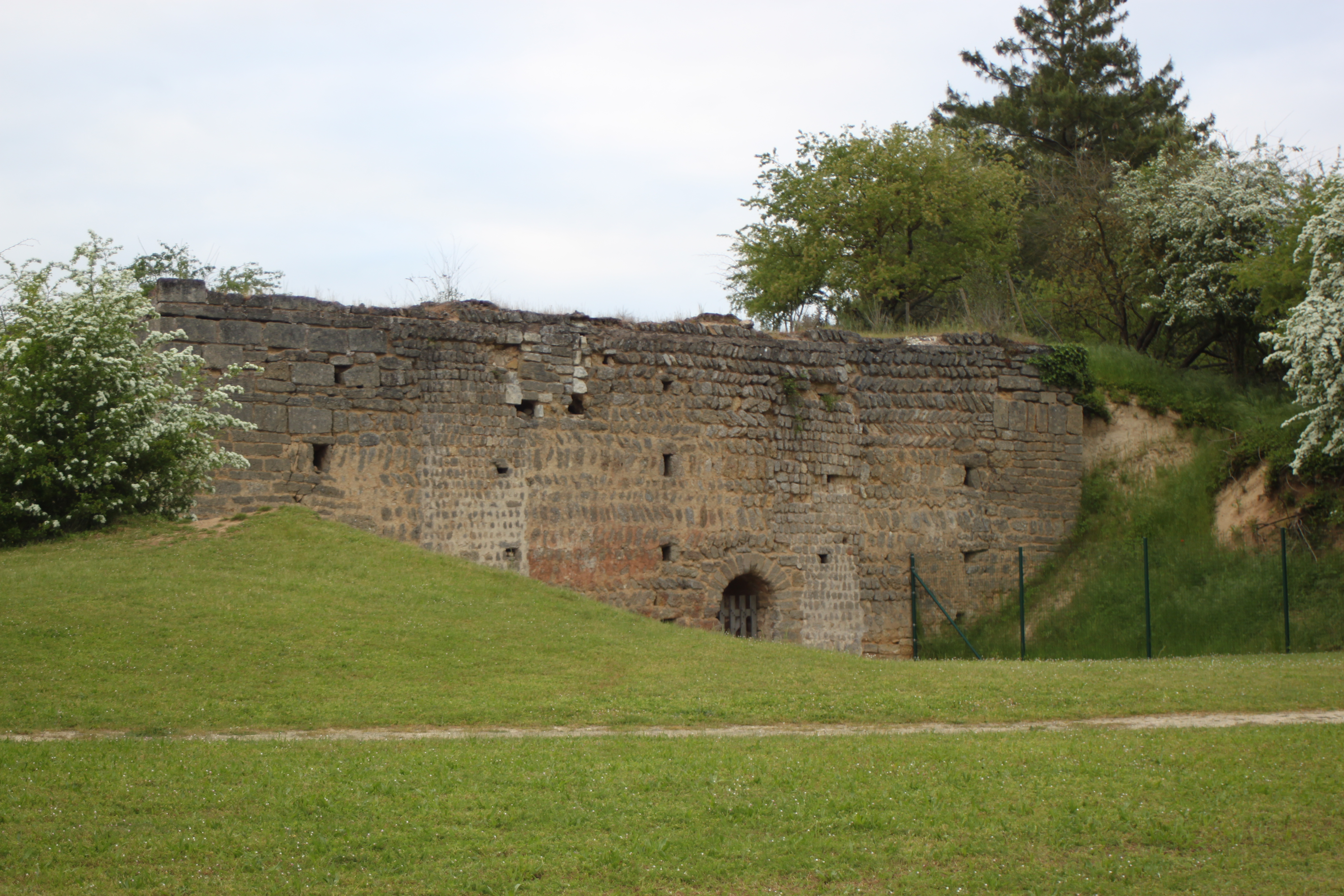

町の景観
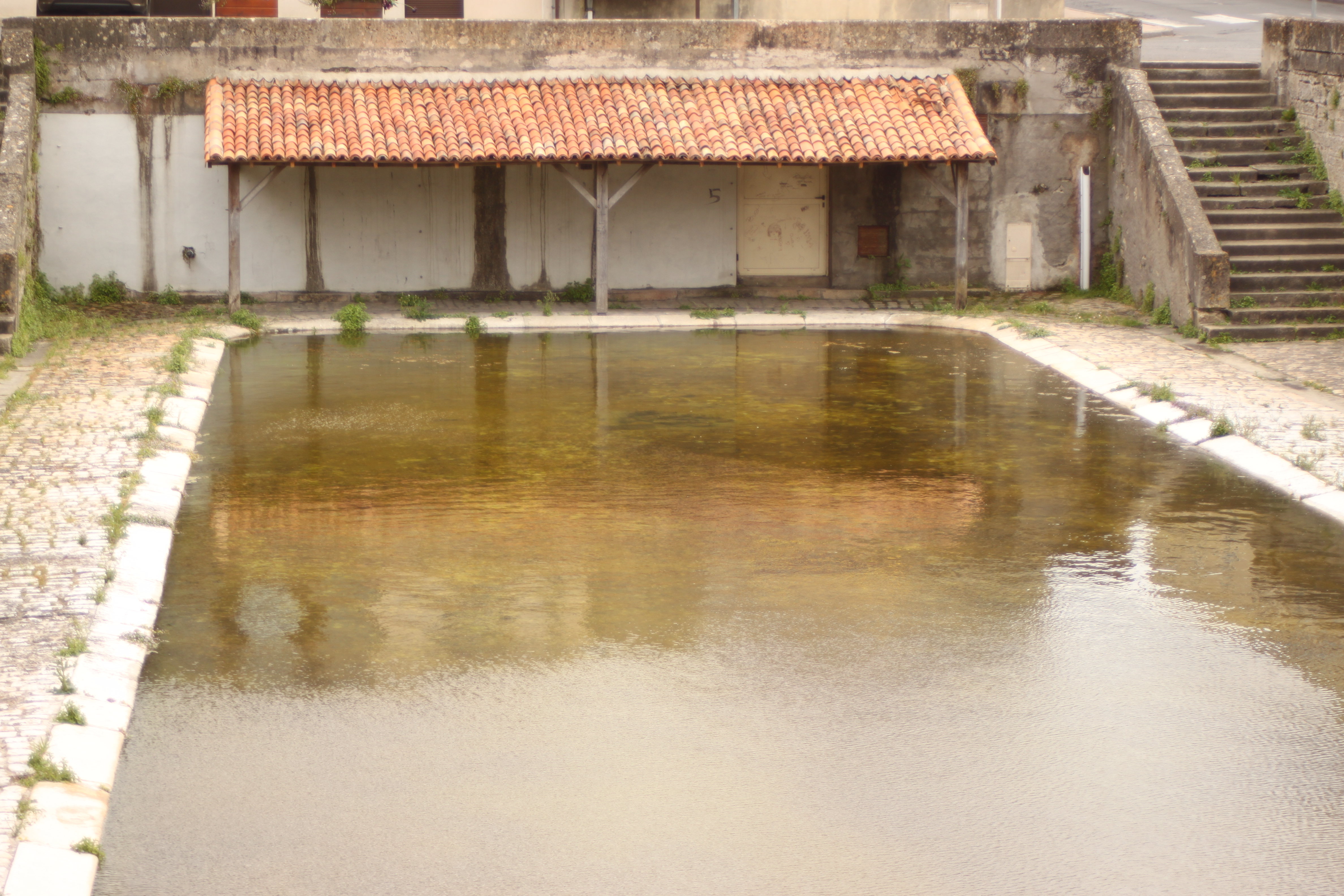
洗濯場
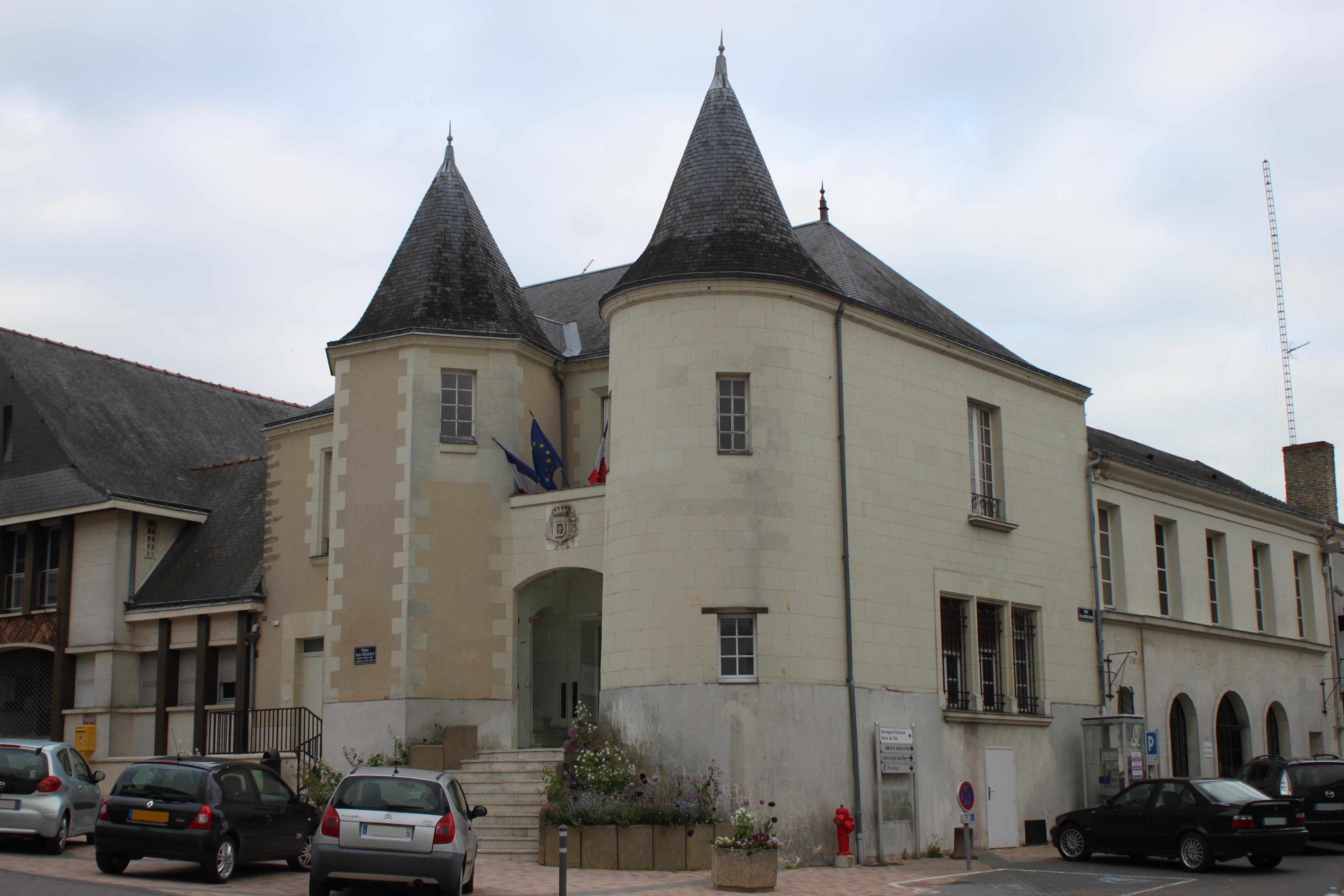
役場
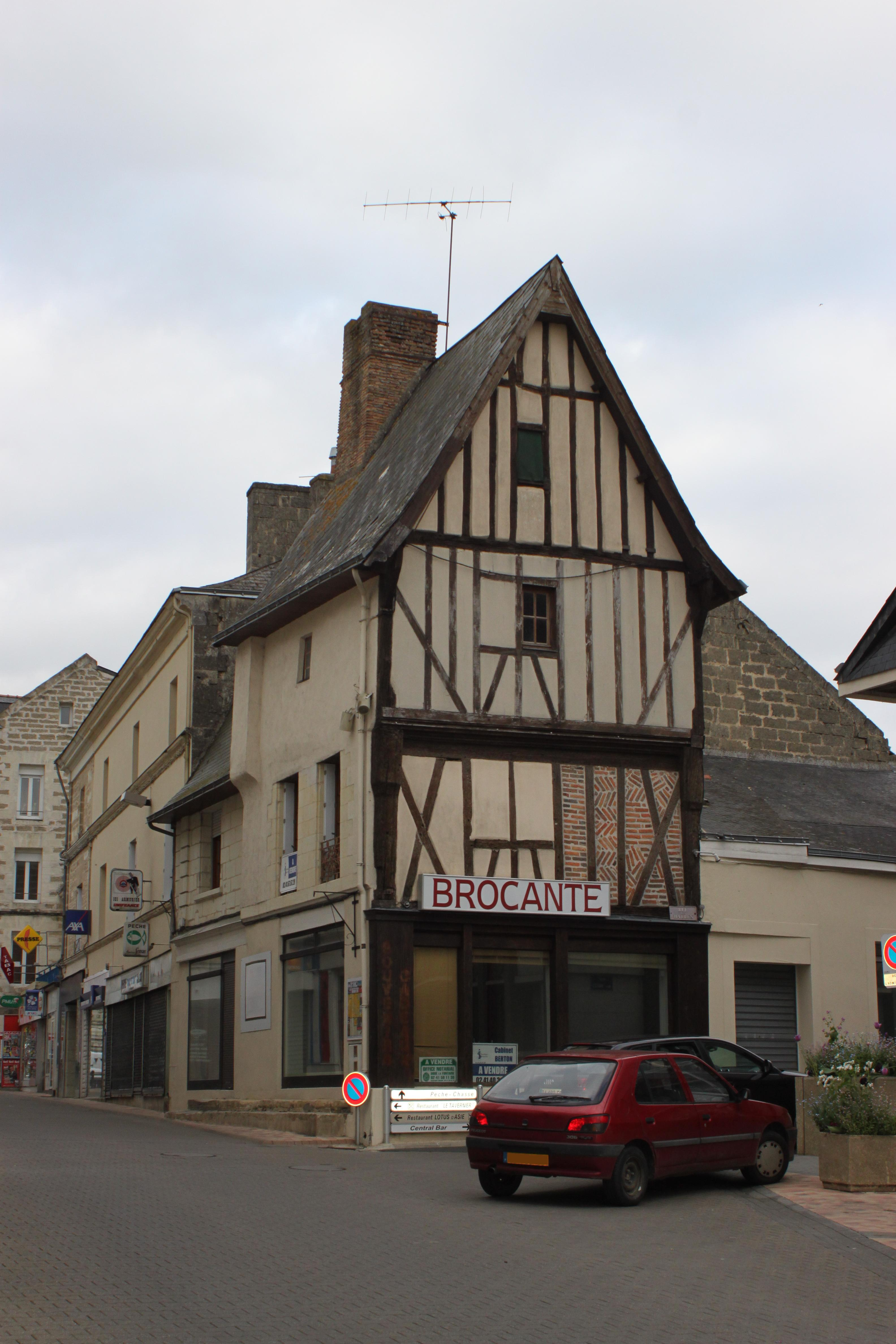
木組みの家
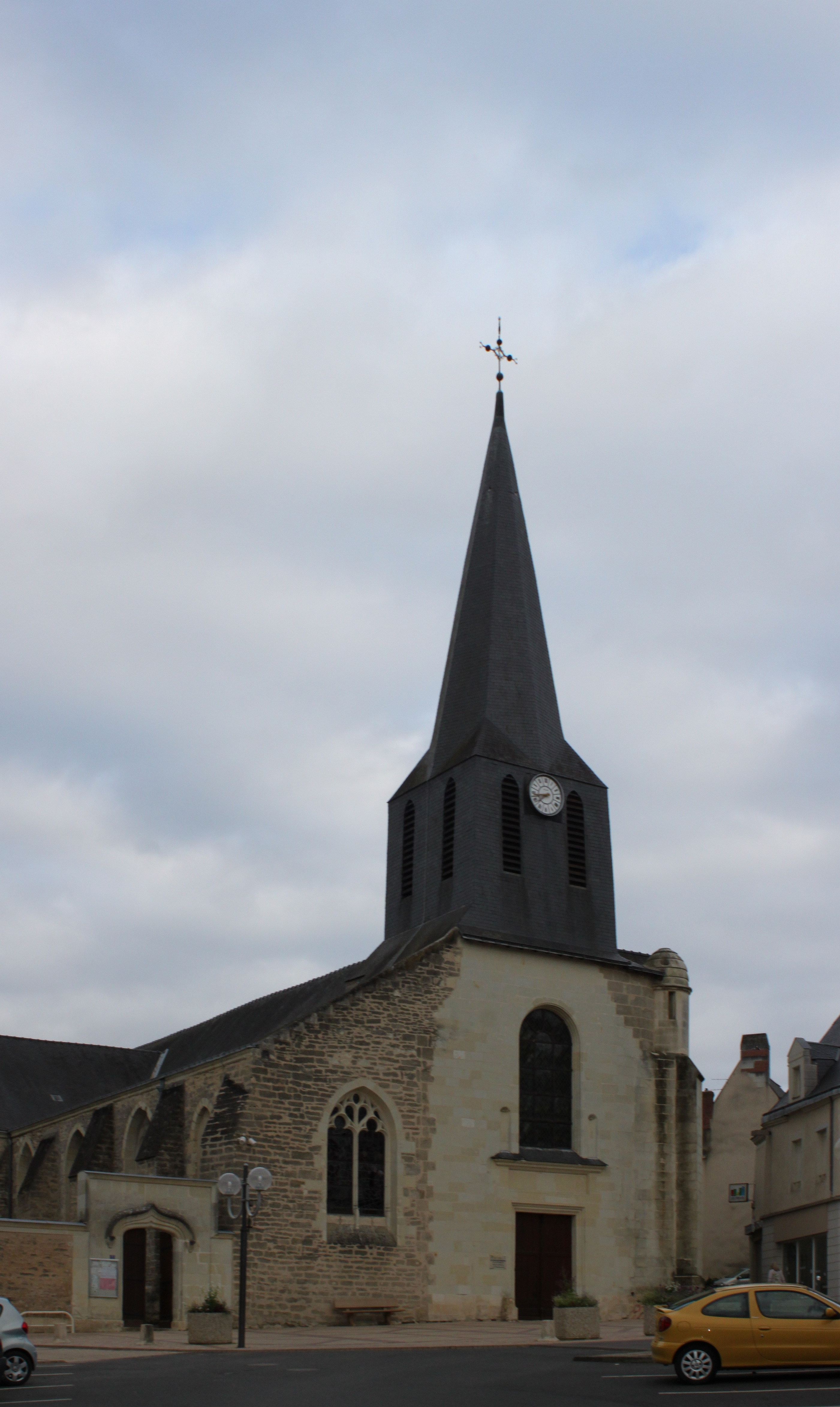
サン・ピエール教会
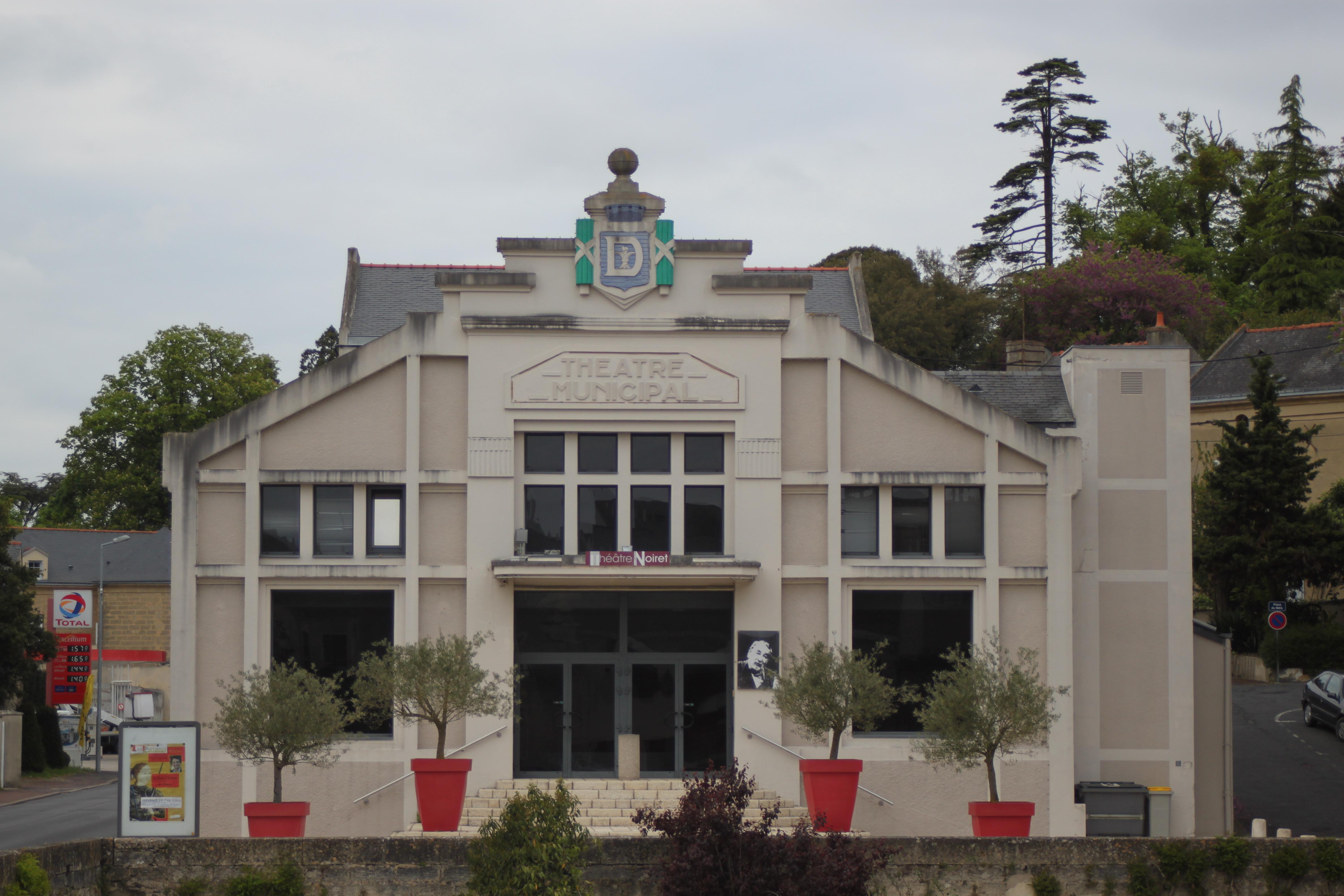
フィリップ・ノワレ劇場

## 出身者
- アントニー・レヴェイエール